# Olaf Heukrodt
Olaf Heukrodt (Maagdenburg, 23 januari 1962) is een Duits kanovaarder.
Heukrodt won tijdens de Olympische Zomerspelen 1988 de gouden medaille op de 500 meter, en daarnaast tweemaal zilver op de C-2 1000 m en brons op de C-1 500 meter.

## Belangrijkste resultaten

### Olympische Zomerspelen
| Editie | Plaats    | Resultaten         |
| ------ | --------- | ------------------ |
| 1980   | Moskou    | C-1 500m C-2 1000m |
| 1988   | Seoel     | C-1 500m C-2 1000m |
| 1992   | Barcelona | C-1 500m           |

### Wereldkampioenschappen vlakwater
| Jaar | Plaats   | Resultaten             |
| ---- | -------- | ---------------------- |
| 1981 | Duisburg | C-1 500 m · C-2 1000m  |
| 1982 | Belgrado | C-1 500 m · C-2 1000 m |
| 1983 | Tampere  | C-2 1000 m             |
| 1985 | Mechelen | C-1 500 m · C-2 1000 m |
| 1986 | Montreal | C-1 500 m              |
| 1987 | Duisburg | C-1 500 m · C-1 1000 m |
| 1989 | Plovdiv  | C-1 500 m              |
| 1991 | Parijs   | C-4 1000 m · C-1 500 m |

## Persoonlijk
Heukrodt is getrouwd met zwemster Birgit Meineke.
1976: Aleksandr Rogov ·
1980: Sergej Postrechin ·
1984: Larry Cain ·
1988: Olaf Heukrodt ·
1992: Nikolai Boechalov ·
1996: Martin Doktor ·
2000: György Kolonics ·
2004: Andreas Dittmer ·
2008: Maksim Opalev